# Kabuntalan
Kabuntalan là một đô thị hạng 5 củaMaguindanao, Philippines. Theo điều tra dân số năm 2000, đô thị này có dân số 23.137 người trong 4.223 hộ.
Đô thị này đã từng thuộc tỉnh Shariff Kabunsuan từ tháng 10 năm 2006 cho đến khi tỉnh bị giải thế bới Tối cao pháp viện Philipin tháng 7 năm 2008.

## Các đơn vị hành chính
Kabuntalan được chia ra 17 barangay.
| - Bagumbayan - Dadtumog (Dadtumeg) - Gambar - Ganta - Katidtuan - Langeban - Liong - Maitong - Matilak | - Pagalungan - Payan - Pened - Pedtad - Poblacion - Upper Taviran - Buterin - Lower Taviran |